# Dalków (Woiwodschaft Łódź)

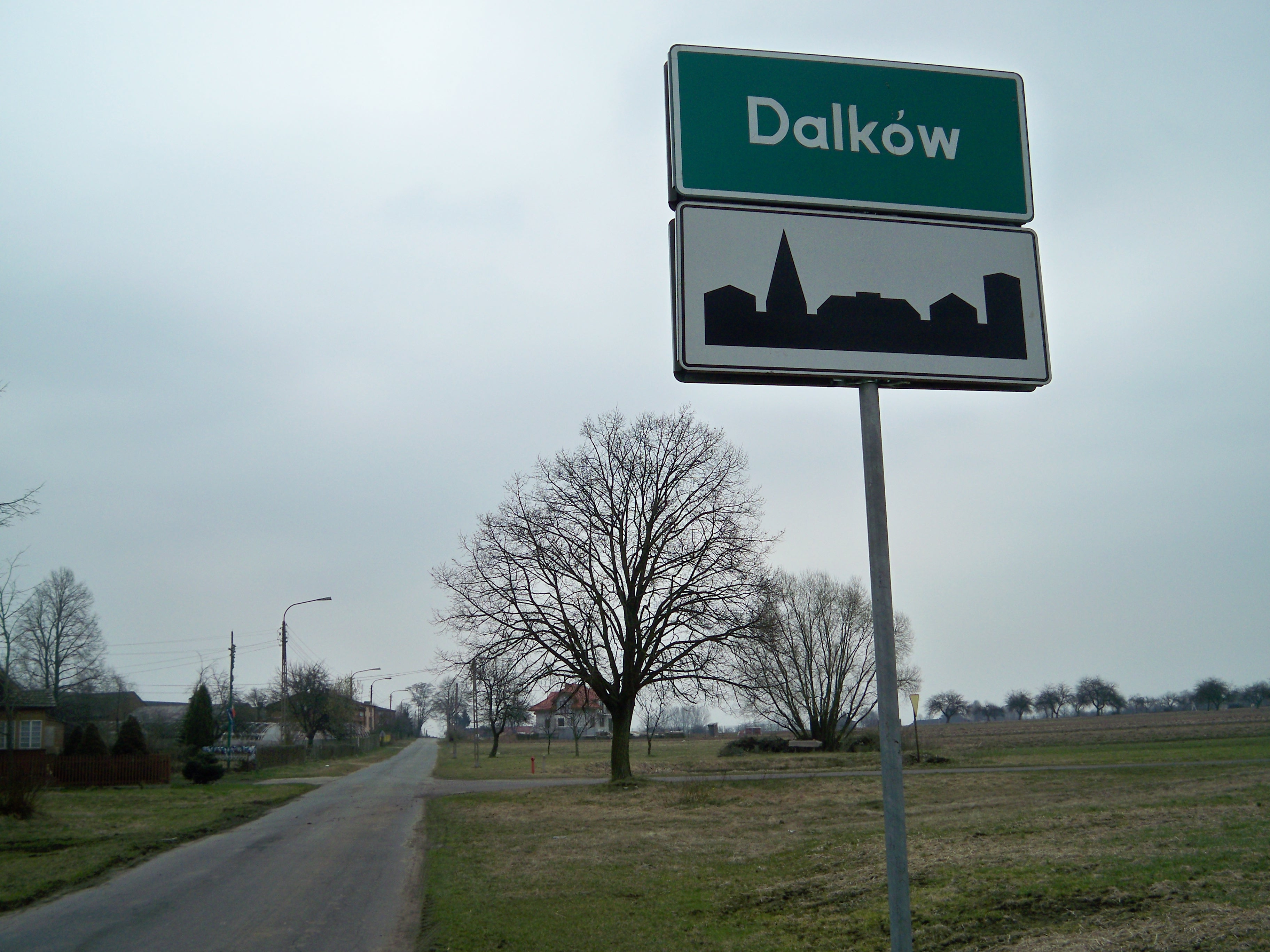
Ortsschild von Dalków

Dalków  (ab ca. 1940 deutsch Dalkau, 1943–1945 Dalken) ist eine Ortschaft in der Landgemeinde Czarnocin im Powiat Piotrkowski in der Woiwodschaft Łódź, in Polen. Sie liegt etwa 22 Kilometer südöstlich der Woiwodschafts-Hauptstadt Łódź, 26 Kilometer nördlich von Piotrków Trybunalski und acht Kilometer nördlich von Czarnocin. 
Das Dorf hat ca. 620 Einwohner.